# Communauté de communes de la Ria d'Étel
La Communauté de Communes de la Ria d'Étel est une ancienne communauté de communes française, située dans le département du Morbihan, en région Bretagne.
La communauté de communes a été dissoute le 31 décembre 2013 et ses communes membres ont rejoint Auray Quiberon Terre Atlantique.

## Composition
La Communauté de communes de la Ria d'Étel regroupait quatre communes situées sur la rive est de la ria d'Étel :
| Nom           | Code Insee | Gentilé            | Superficie (km2) | Population (dernière pop. légale) | Densité (hab./km2) |
| ------------- | ---------- | ------------------ | ---------------- | --------------------------------- | ------------------ |
| Belz (siège)  | 56013      | Belzois            | 15,67            | 3 655 (2014)                      | 233                |
| Erdeven       | 56054      | Erdevennois        | 30,64            | 3 553 (2014)                      | 116                |
| Étel          | 56055      | Étellois           | 1,74             | 1 948 (2014)                      | 1 120              |
| Locoal-Mendon | 56119      | Locoalo-Mendonnais | 39,97            | 3 322 (2014)                      | 83                 |

## Administration

### Liste des présidents
| Période        | Période              | Identité         | Étiquette | Qualité                                                                       |
| -------------- | -------------------- | ---------------- | --------- | ----------------------------------------------------------------------------- |
| 1998           | avril 2001           | Serge Le Gouguec | DVD       | Maire de Locoal-Mendon (1983 → 2001) Conseiller général de Belz (1988 → 2001) |
| avril 2001     | juillet 2006 (décès) | Rémy Guillevic   |           | Maire d'Étel (1991 → 2006)                                                    |
| septembre 2006 | décembre 2013        | Louis Hervé      | SE        | Maire de Locoal-Mendon (2001 → 2014)                                          |